# Scenopinus parallelus
Scenopinus parallelus är en tvåvingeart som beskrevs av Kelsey 1969. Scenopinus parallelus ingår i släktet Scenopinus och familjen fönsterflugor. Inga underarter finns listade i Catalogue of Life.